# 1520 en science
| Années de la science : 1517 - 1518 - 1519 - 1520 - 1521 - 1522 - 1523    |
| Décennies de la science : 1490 - 1500 - 1510 - 1520 - 1530 - 1540 - 1550 |

Cet article présente les faits marquants de l'année 1520 en science.

## Événements

Trajet de l'expédition dans le détroit de Magellan.

- 12 janvier : l'expédition de  Magellan fait escale à Rio de la Plata[1].
- 31 mars : l'expédition de  Magellan trouve refuge dans un estuaire abrité qu'ils nomment Puerto San Julián, en Patagonie. C'est ici qu'éclate « la mutinerie de Pâques » le 2 avril[2].
- 3 septembre : le Santiago, l'un des navires de l'expédition de  Magellan, s'échoue[2].
- 21 - 28 novembre : l'expédition de  Magellan reconnaît et force le détroit séparant la Patagonie de la Terre de Feu qui portera son nom. Le 21 octobre, il double le cap des onze mille vierges, puis traverse prudemment le détroit jusqu’au cap Désiré (28 novembre). Il atteint une mer calme à laquelle il donne le nom de Pacifique[2].

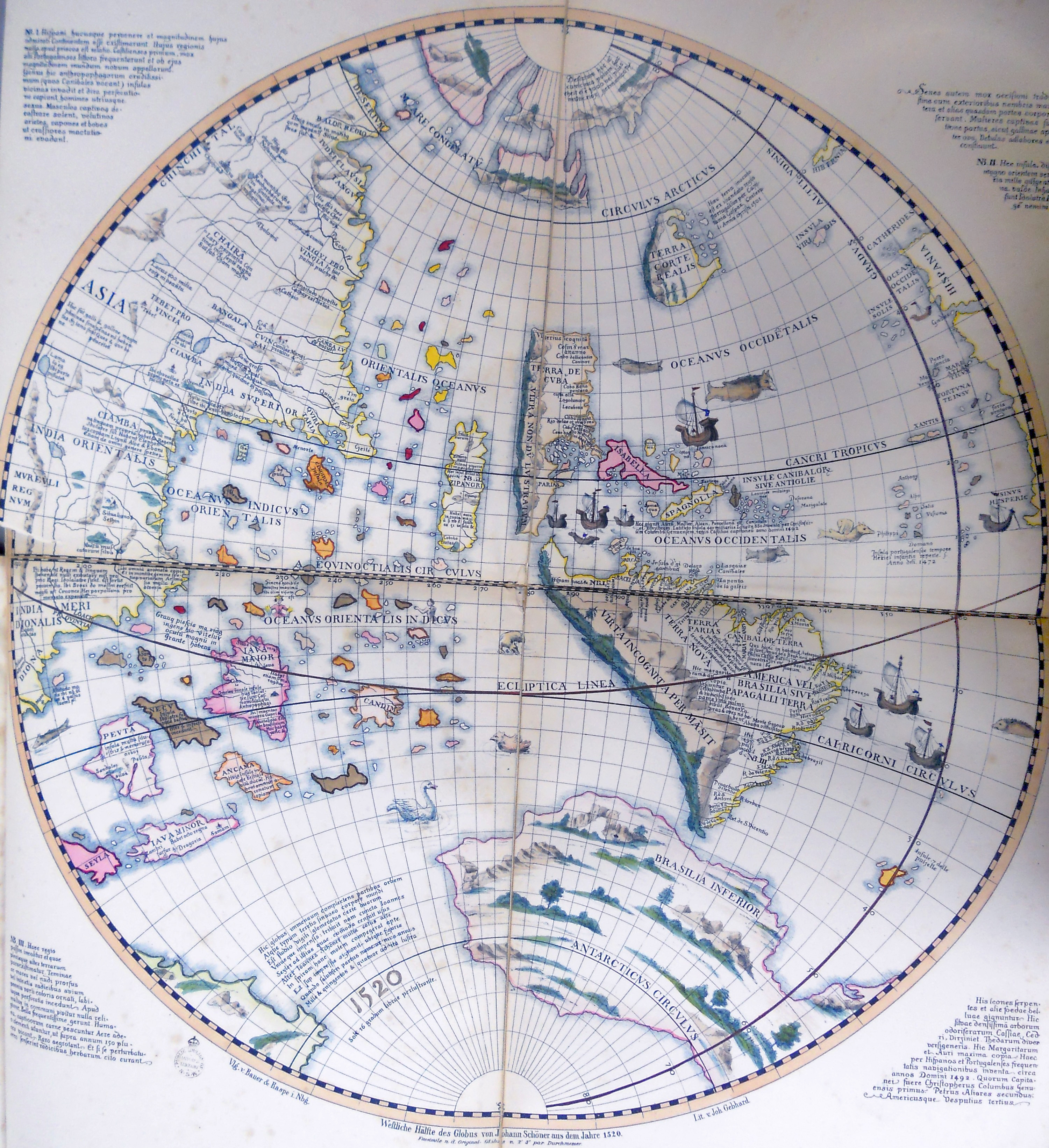
Globe terrestre de Schöner, 1520.

- Publication de la mappemonde de Johann Schöner. Le Rio de la Plata et le détroit de Magellan, qui ne sont pas officiellement découverts, sont représentés[1].
- Publication du planisphère d'Apianus par Peter Apian[3].
- Le mathématicien italien Scipione del Ferro développe une méthode pour résoudre les équations cubiques[4].

## Publications

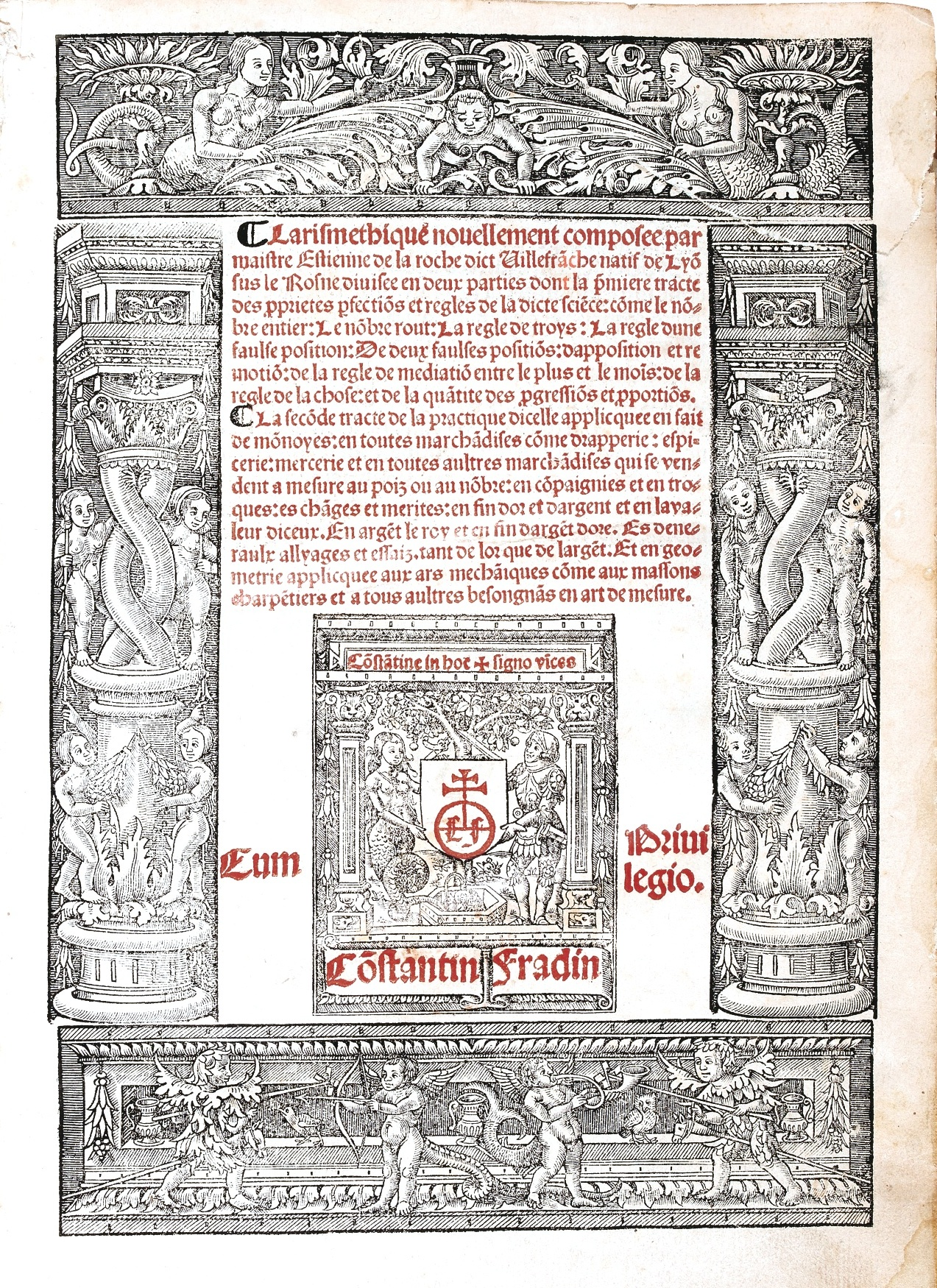
Page titre de la première édition de L'arismethique d'Estienne de La Roche (1520)

- Alessandro Achillini : Anatomicæ annotationes, Bologne, 1520 ;
- Estienne de La Roche : L'arismethique.

## Naissances
- 20 mars : Jacques Gohory (mort en 1576), avocat, médecin et alchimiste français.

- Mathieu Béroalde (mort en 1576), mathématicien, théologien, philosophe et historien français.
- Johannes Acronius Frisius (mort en 1564), médecin, astronome et mathématicien hollandais.
- David Kandel (mort en 1592), artiste allemand.
- Julien Le Paulmier (mort en 1588), médecin français.
- Jean Ribault (mort en 1565), capitaine de marine et explorateur français.

## Décès

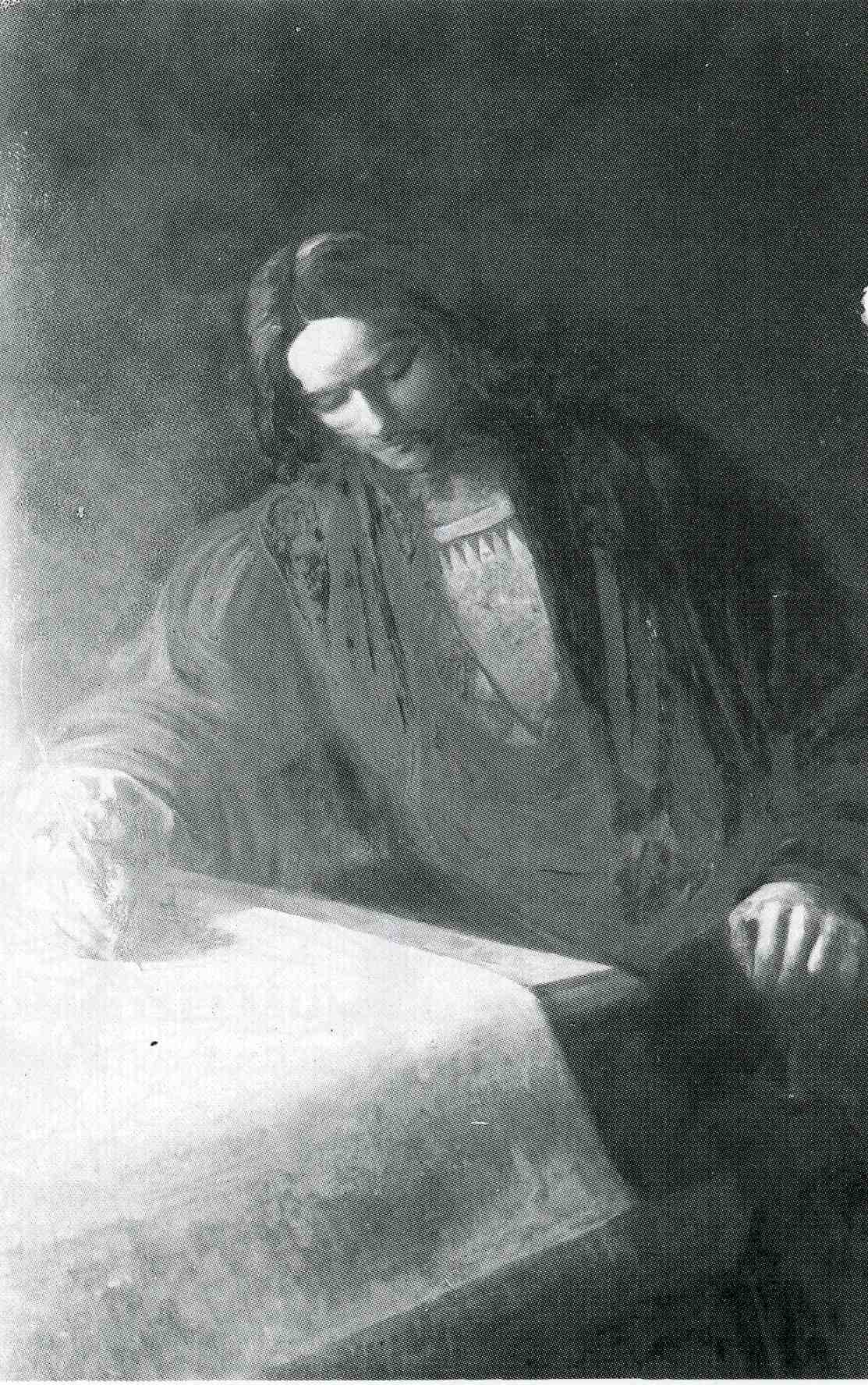
Martin Waldseemüller

- 16 mars : Martin Waldseemüller (né en 1470), cartographe allemand.

- Alonso Álvarez de Pineda, explorateur et cartographe espagnol.
- Vers 1520 : Pedro Álvares Cabral (né en 1467 ou 1468), navigateur portugais.